# 刘作述
刘作述（1905年—1930年），江西永新人。中国工农红军将领。

## 生平
1925年，加入中国共产党。第一次国共内战，担任永新县农民自卫军副总指挥、中共永新临时县委副书记。1928年5月，任永新森卫大队党代表。1930年1月，赤卫队改编红军时，任红六军第三纵队政委、红一军团红三军三纵队政委等职。是年8月，随同红一方面军第二次攻打长沙，在长沙市郊猴子石阵地上中弹牺牲。